# Szabó Lajos (erdőmérnök)
Szabó Lajos (Gyula, 1966. szeptember 4.–) erdőmérnök, a Muzsikál az Erdő Alapítvány alapítója, valamint az ehhez kapcsolódó kulturális rendezvénysorozat szervezője.

## Családja
Anyai nagyapja, Mátyási János a Sarkadi Cukorgyár igazgatója volt. Nős, felesége Matin Enikő zenetanár. Gyermekei Lajos és Emese.

## Életpályája
Általános és középiskolai tanulmányait Sarkadon végezte, majd a soproni Erdészeti és Faipari Egyetem erdőmérnöki karán szerzett diplomát 1991-ben. 1988 februárjában hallgatójaként tudományos diákköri dolgozatot írt a „Természeti-környezeti nevelés a Süni Klubban” címmel amely két országos konferencián nyert első díjat. A Duna TV az 1991-es Süni táborról "Napkeltétől napnyugtáig - Jelenetek egy tábor életéből" címmel kisfilmet készített.
Az ország második legrégebbi egyesületének, az Országos Erdészeti Egyesületnek új szakosztálya alakult: az Erdészeti Erdei Iskola Szakosztály, amelynek 2001-től a titkára.
Erdőmérnöki tevékenységét az Egererdő Zrt. ózdi, bátonyterenyei és a szilvásváradi erdészetében kezdte. A Bükki Nemzeti Park Igazgatóság természetvédelmi őr/terület-felügyelője volt. Szakmai vezetésével a Bátony TV a Mátrában ekkor forgatta Erdőnjáró c. filmsorozatát 4 évszakon keresztül (tél-tavasz-nyár-ősz). Később Kecskeméten, a Kiskunsági Nemzeti Park Igazgatóságán dolgozott. A Kiskunsági Nemzeti Park Igazgatóság  "Két víz köze" 2021 téli kiadványában jelent meg "Természetes folyamatokra alapozott erdőfelújítás lehetőségei a Kiskunságban" című írása. Az általa vezetett erdei séták során az erdő, mint megújuló erőforrás és az erdei életközösségek megismertetése mellett hangsúlyozza az ember szerepét a természetben.
Elhivatott erdőmérnök, aki szereti a zenét. Hitvallása a környezettudatos környezeti kultúra terjesztése, a zenei kultúra és egyéb művészeti ágak népszerűsítése, az erdő és a természet védelme. Az ember-erdő kapcsolat megismertetése és alakítása az erdő és a zene segítségével a bioszféra megőrzése érdekében.
Ötletgazdája és 2004-től a Mátrai Művészeti Napok rendezvényeinek szervezője, ahol a klasszikus zene, a népzene, a képzőművészetek, az ismeretterjesztés, az egészséges életmódra ösztönzés együttesen van jelen. 2005-ben megalapította a „Muzsikál az Erdő Alapítvány”-t. A későbbiekben a rendezvények helyszínei bővültek. A „Muzsikál az erdő” egyfajta missziót is folytat, hogy minél szélesebb rétegekkel ismertesse meg a klasszikus és a népzene értékeit, a környezettudatos, erdőt szerető gondolatokat. Napjaink legkörnyezettudatosabb, legkisebb ökológiai lábnyommal rendelkező fesztiválja, amit a 2017-ben elnyert Ozone Zöld-díj is igazol.

## Rendezvények
- „Muzsikál az erdő” - Mátrai Művészeti Napok rendezvénysorozat[16]
- „Muzsikál az erdő”  a Körösök völgyében[17]
- „Muzsikál az erdő”  a Hírös Városban[18]
- „Muzsikál az erdő” - Advent[19]

## Díjai, elismerései
- Nógrád megyei Príma Díj - 2011[20]
- Nógrád Megyei Értéktár tagja, Nógrádikum Díj - 2014[21]
- Ozone Zöld-díj - 2017[22]
- Minősített Fesztivál - 2018[23]
- Beke Pál nívódíj – 2019[24]